# South by Southwest
South by Southwest (SXSW) — ежегодное мероприятие, включающее в себя ряд музыкальных, кино- и медиафестивалей и конференций, проходящее в середине марта в США, в городе Остине, штат Техас. Фестиваль проводится с 1987 года. В последние годы продолжительность мероприятия составляет 10 дней.
Фестиваль проводится компанией SXSW Inc., которая планирует и проводит конференции, выставки, фестивали и прочие мероприятия. В дополнение к трём основным фестивалям, компания управляет тремя другими крупными конференциями. Две из них проходят в Остине: SXSWedu, конференция по инновациям в образовании, SXSW Eco, конференция по проблемам окружающей среды. Еще одна конференция проводится в Лас-Вегасе — SXSW V2V фокусируется на инновационных стартапах.

## Обзор

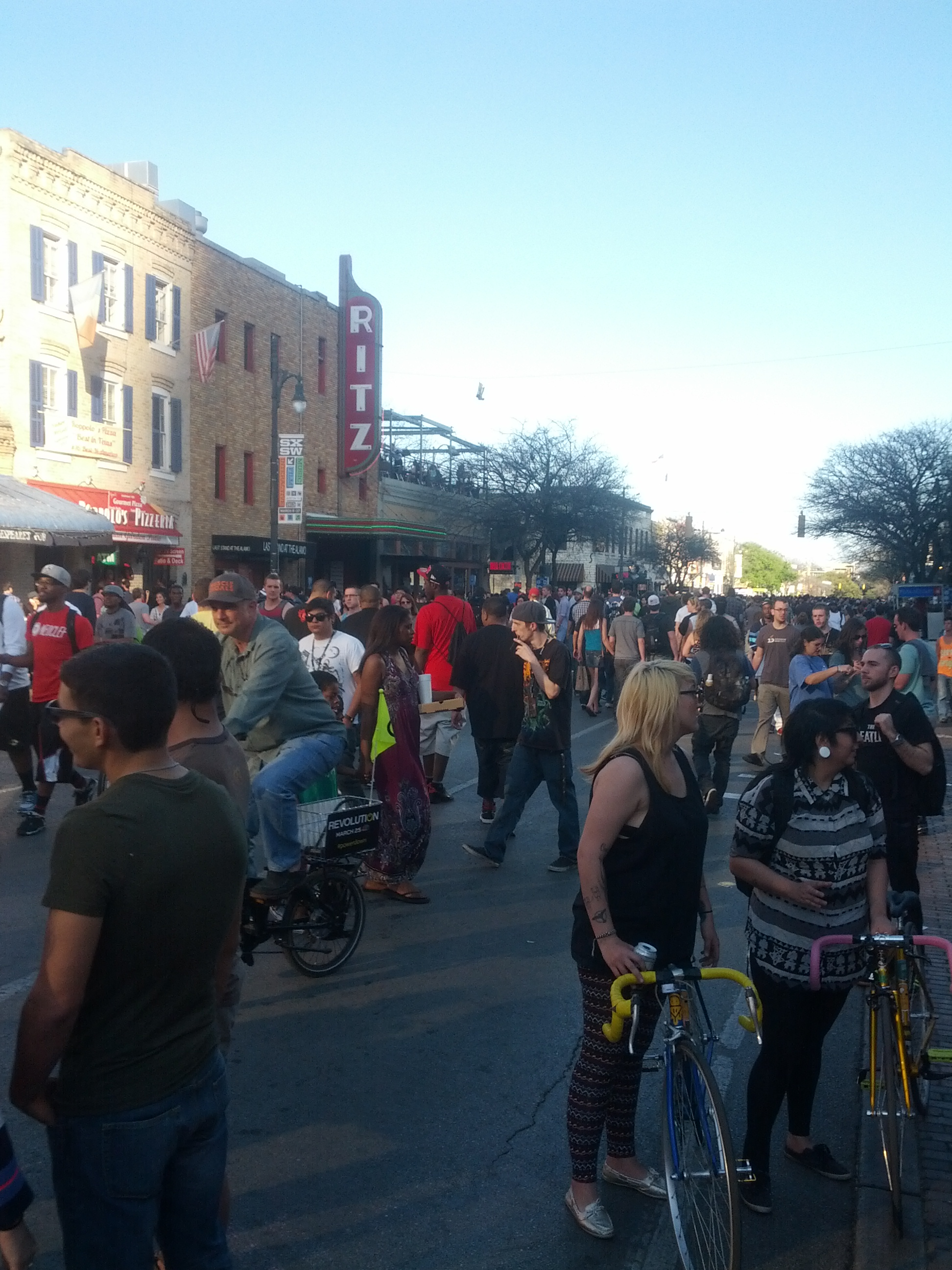
Шестая улица в центре Остина во время SXSW 2013

Фестиваль является самым высокодоходным мероприятием в Остине. В 2015 году фестиваль принёс в казну города более 317 миллионов долларов .

### SXSW Music
SXSW Music является крупнейшим музыкальным фестивалем подобного рода в мире: в 2014 году на фестивале было зарегистрировано 2000 выступлений. Фестиваль размещает на своем официальном канале Youtube аудио- и видео- фрагменты, которые предоставляют артисты, чтобы посетители фестиваля могли выбрать интересующие выступления.
Группы должны самостоятельно покрывать расходы на проезд и проживание во время мероприятия. Исполнители получают на выбор 100 долларов США (группы — 250 долларов) или браслет, дающий право на посещение всех музыкальных мероприятий фестиваля.
В 2015 году на фестивале выступило 2266 артистов на 107 площадках, проведено 233 семинара.

### SXSW Film
Конференция SXSW Film, проходящая в дни фестиваля, принимает кинематографистов всех уровней. В программе конференции выступления ключевых докладчиков, дискуссионные клубы, семинары, сессии с известными профессионалами и лидерами киноиндустрии.
В 2015 году на конференции было проведено более 250 конференций, на которых выступило 735 спикеров. Всего за годы существования конференции в них принимали участие такие известные люди, как Лина Данэм, Джон Фавро, Ава Дюверней, Райан Гослинг, Николас Кейдж, Алехандро Ходоровски, Тильда Суинтон, Эми Шумер, Салли Филд, Джосс Уидон, RZA, Мэттью Макконахи, Дэнни Бойл, Сет Макфарлейн, Кэтрин Хардвик, Ричард Линклейтер, Дэвид Гордон Грин, Хармони Корин, Генри Роллинз, Роберт Родригес и многие другие.
Одновременно с конференцией проходит фестиваль, делающий упор на инновационное кино и поиске новых талантов в кадре и за ним. Хотя на фестивале в основном демонстрируются фильмы независимых производителей, новых талантливых режиссёров с уникальным видением, фестиваль также давно служит студиям как экспериментальная площадка для комедий, позволяя узнать мнение кинолюбителей о той или иной картине до её широкого выхода на экраны кинотеатров. Программа фестиваля включает в себя категории «Специальные события», «Хедлайнеры», «Художественные фильмы в центре внимания», «Документальные фильмы в центре внимания», «Конкурс художественных фильмов», «Конкурс документальных фильмов», «Точки зрения», «Полуночники», «24 удара в секунду», «SXGlobal», «Эпизодическое кино», «Фавориты фестиваля» и «Короткометражные фильмы». В последний день фестиваля фильмам, выбранным жюри, вручаются награды.
В 2018 году в фестивале приняли участие 136 художественных фильмов, выбранных из 8183 заявок. В прошлом, на фестивале прошли мировые премьеры таких фильмов, как «Форсаж 7», «Соседи. На тропе войны», «Повар на колёсах», «Мачо и ботан», «Хижина в лесу», «Девичник в Вегасе», «Астрал», и сериалов «Девчонки», «Кремниевая долина», «Страшные сказки».

### SXSW Interactive
SXSW Interactive фокусируется на новых технологиях, из-за чего фестиваль получил репутацию питательной среды для новых идей и инновационных технологий. В состав фестиваля входят выставка, доклады, заседания групп, а также стартап-акселератор. По утверждению одного из основателей, Луиса Блэка, с 2007 года SXSW Interactive, возможно, является крупнейшим фестивалем подобного рода.

## История
В июле 1986 года организаторы Нью-Йоркского музыкального фестиваля «New Music Seminar» связались со штатным сотрудником еженедельного журнала «Austin Chronicles» Робертом Суэнсоном насчёт организации дочернего фестиваля «New Music Seminar Southwest», о котором было уже объявлено заранее. Планам не суждено было осуществиться, но Суэнсон решил организовать фестиваль местной музыки, взяв в помощники ещё двух людей из издания — редактора и соучредителя Луиса Блэка, а также издателя Ника Барбаро. Также был привлечён букинг-агент и музыкант Луис Майерс. Блэк придумал название, обыграв название фильма Альфреда Хичкока «К северу через северо-запад» (англ. North by Northwest). Первый фестиваль был проведён в марте 1987 года. Организаторы планировали региональное мероприятие, на котором ожидалось около 150 участников. Вместо этого, в фестивале приняло участие более семисот, по выражению Блэка фестиваль «почти мгновенно стал национальным».
Майерс покинул Остин и управление фестивалем в начале 1990-х годов, тогда как Блэк, Барбаро и Суэнсон остаются ключевыми фигурами в организации фестиваля.
В 1993 году фестиваль переехал в Остинский конференц-центр, где по сей день проводится большинство мероприятий фестиваля.
С 1994 года фестиваль включает в себя мероприятия, посвящённые кинематографии и другим средствам информации.
В том же году отец братьев Hanson привёз их на фестиваль на импровизированный кастинг. В числе тех, кто слышал их выступление оказался Кристофер Сэйбек, ставший позже менеджером группы и добившийся подписания соглашения группы с Mercury Records.
В 2000 году на фестивале выступал Джон Мейер, подписавший после выступления контракт с Aware Records, где он выпустил первый студийный альбом. В 2002 году подобным же путём добилась контракта с крупным лейблом группа The Polyphonic Spree, а в 2004 году на фестивале познакомились Джеймс Блант и Линда Перри, в студии которой были записаны последующие альбомы исполнителя.
Название киножанра мамблкор, как утверждается, было придумано на фестивале 2005 года.
Секретный концерт группы The Flaming Lips на фестивале 2006 года назван журналом Time одним из десяти лучших моментов музыкальных фестивалей всех времён. В том же году на SXSW Interactive выступали один из создателей Википедии Джимми Уэйлс, а также создатель Крейгслиста Крейг Ньюмарк, фестиваль также пополнился видеоигровым компонентом SXSW ScreenBurn.
Социальная сеть Твиттер получила широкую известность после фестиваля 2007 года, хотя была запущена ранее.
В 2008 году впервые к участию в фестивале были допущены исполнители комедийных жанров.

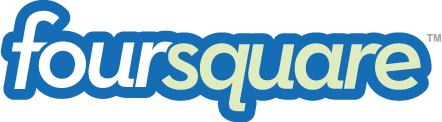
Мобильное приложение Foursquare было запущено на SXSW 2009.

В 2009 году во время фестиваля было основано международное движение NotAtSXSW среди людей не посещавших мероприятие. Собрания движения проходили в Лондоне, Нью-Йорке, Висконсине, Портленде, Орегоне и Майами. На SXSW Interactive было запущено мобильное приложение foursquare. В том же году на кинофестивале состоялся американский дебют фильма Повелитель бури, получившего множество наград, в том числе премию «Оскар» и премию Британской академии кино за лучший фильм.
На фестивале 2010 года впервые SXSW Interactive обогнал SXSW Music по числу участников.
В 2011 году на фестивале состоялись премьеры документального фильма «Непобеждённые», позже получившего премию «Оскар» за лучший документальный полнометражный фильм, а также других качественных фильмов, что позволило критику Кристоферу Келли утверждать, что кинофестиваль перешёл «из разряда хорошего, но фундаментально регионального мероприятия в высшую лигу мировых кинофестивалей». 15 марта 2011 года премьера фильма о Foo Fighters на фестивале завершилась неожиданным концертом группы, сет-лист которого состоял полностью из песен будущего альбома Wasting Light.
В 2013 году спикером на SXSW Interactive выступил основатель SpaceX Илон Маск. Было отмечено повышение интереса к фестивалю среди таких больших корпораций, как Samsung, 3M, Target, American Airlines, Adobe Systems, AT&T и многих других. Главной звездой фестиваля, по мнению CNN, CBS и CNET, стал Grumpy Cat (рус. Сердитый Котик), легко «затмивший» Илона Маска, Альберта Гора и Нила Геймана.
В 2014 году кинофестиваль SXSW Film пополнился разделом «Серийный», призванным освещать новинки телевизионной сетки. Среди дебютировавших сериалов были «Кремниевая долина» и «От заката до рассвета», неделю  напрямую с фестиваля выходило шоу «Джимми Киммел в прямом эфире».
SXSW Interactive 2014 года уделил особое внимание праву на неприкосновенность частной жизни. Посредством видеоконференций на фестивале выступили бывший сотрудник Агентства национальной безопасности США Эдвард Сноуден и основатель WikiLeaks Джулиан Ассанж. Помимо вопросов безопасности, на фестивале были широко освещены умные предметы одежды: устройства дополненной реальности, фитнес-трекеры, средства аутентификации и подзарядки мобильных телефонов. Журнал Computerworld назвал очки виртуальной реальности Oculus Rift «спящим хитом» фестиваля, который, по иронии судьбы, демонстрировался не на SXSW Interactive, а на кинофестивале, в секции, посвящённой телесериалу «Игра престолов».
13 марта 2014 года находившийся в нетрезвом состоянии Рашад Чаржуан Оуэнс направил свой автомобиль в толпу посетителей фестиваля, пытаясь объехать остановившийся поток машин. Два человека скончались на месте, ещё два от полученных ранений умерли позже. Ещё 21 человек получил ранения, но выжил. 8 мая 2015 года Оуэнс был приговорён к пожизненному лишению свободы без права условно-досрочного освобождения.
15 марта 2014 года рэппер Tyler, The Creator был арестован за подстрекательство к беспорядкам за то, что предложил своим фанатам, не попавшим на своё шоу 13 марта из-за переполненности арены выступлений, прорываться через охрану силой.

### Отмена фестиваля 2020 года
Мероприятие 2020 года должно было проходить с 13 по 22 марта. С начала года в обществе и среди участников начали звучать призывы к отмене фестиваля. 28 февраля организаторы конференции выступили с заявлением, в котором подтвердили планы по проведению South by Southwest:

Подготовка к SXSW 2020 идёт по плану. Безопасность мероприятия является нашим главным приоритетом, мы круглый год тесно сотрудничаем с властями города, штата и федеральными агентствами для того, чтобы провести безопасное мероприятие. В тех случаях, когда затронуты поездки, особенно из такой страны как Китай, сокращение числа участников неизбежно. Однако, и в предыдущие годы были заявлены участники, которые позже не смогли приехать. В соответствии с рекомендациями департамента общественного здоровья города Остин, мы увеличиваем наши усилия по предотвращению распространения вируса. Мы продолжим пристально следить за ситуацией и будем держать Вас в курсе событий по мере необходимости.— SXSW spokesperson, Recode, Vox Media 
Позже ряд компаний отменили своё участие в конференциях. В числе компаний были Twitter, Facebook, Vevo, Intel, Mashable, Universal Music, Amazon, Entertainment Weekly, TikTok, SAP, Netflix, Apple, Indeed, WarnerMedia, The Washington Post и IBM. Помимо этого, решение не посещать фестиваль многие докладчики, хедлайнеры и артисты, в том числе Тим Феррисс, Beastie Boys, Оззи Осборн и Трент Резнор. Онлайн-петиция об отмене мероприятия набрала более 50 000 за менее чем две недели.
6 марта мэр Остина Стив Адлер подписал указ о введении чрезвычайного медицинского положения в городе и отмене массовых мероприятий в связи со вспышкой коронавирусной инфекции. Указ фактически привёл к отмене фестиваля.
Организаторы SXSW пообещали, что постараются найти приемлемые даты для переноса конференции, а также работают над созданием онлайн-версии фестиваля 2020 года. Ник Барбаро, один из организаторов фестиваля, заявил, что мероприятие не было застраховано на случай вспышки заболеваний или отмены в связи с решением города о вводе чрезвычайной ситуации.
Несмотря на отмену, многие владельцы площадок, которые планировали принять мероприятия, не включённые в официальную программу фестиваля, не отказываются от своих планов, в надежде, что эти мероприятия помогут уменьшить ущерб местного бизнеса и артистов от отмены.
Для поддержки местного бизнеса, пострадавшего от отмены конференции, было образовано несколько фондов. Так Общественный фонд Остина (англ. The Austin Community Foundation) открыл программу «Stand with Austin» для приёма пожертвований в пользу малого бизнеса и предпринимателей, которым тяжелее всего возместить свой ущерб от отмены фестиваля. Культурный район Red River в Остине начал сбор денег «Banding Together» для помощи пострадавшим артистам и площадкам района.

## Критика
Значительный рост фестиваля обозначил проблемы насилия и безопасности на фестивале. Инцидент с пьяным водителем в 2014 году вызвал дискуссии о том, не стало ли мероприятие слишком большим и неуправляемым. Организаторам фестиваля, компаниям SXSW Holdings LLC и SXSW Holdings Inc были вчинены иски от четырёх пострадавших семей.
В мае 2014 года, во многом из-за происшествия, комиссия городского транспорта Остина объявила о поисках решений, которые позволили бы увеличить безопасность на фестивале, сфокусированных прежде всего на обеспечении транспортных перевозок. Комиссия по музыкальным проблемам города также провела встречу по вопросам безопасности арен выступления и проблем со звуком на фестивале. Также заседания проводила комиссия по общественной безопасности города. В итоге, город решил ограничить количество специальных мероприятий во время фестиваля до 114, что на 32% меньше, чем было в 2014 году.
Фестиваль также часто критикуют за то, что он стал слишком коммерческим. В 2013 журналистка National Public Radio Андреа Свенссон написала, что перестаёт посещать фестиваль, поскольку не может ничего поделать «с чувством того, что фестиваль отклонился от своих изначальных намерений служить стартовой площадкой для молодых и неизвестных талантливых исполнителей и всё более напоминает гигантский биллборды на Таймс-сквер».
В октябре 2015 года SXSW объявил об отмене двух сессий, посвящённых онлайн-поведения в видеоиграх, «#SavePoint: A Discussion on the Gaming Community» и «Level Up: Overcoming Harassment In Games», из-за угроз организаторам мероприятий. Перед этим организаторы несколько раз отказывались обсуждать безопасность женщин, планировавших выступить на мероприятиях. В ответ на отмену сессий компании BuzzFeed и Vox Media выступили с заявлениями о бойкоте фестиваля, если сессии не будут восстановлены. В ответ на критику, организаторы фестиваля признали, что решение об отмене сессий было ошибкой. Вместо отменённых сессий в план мероприятия был введён саммит по проблемам онлайн-домогательств.

## Похожие мероприятия
В 1995 году создатели фестиваля South by Southwest приняли непосредственное участие в создании двух фестивалей: North by Northwest в Портленде, штат Орегон и North by Northeast в Торонто. В 2001 году North by Northwest прекратил своё существование и был заменён на MusicfestNW (MFNW), управление которым полностью взял на себя местный журнал Willamette Week. С 2006 года организаторы SXSW проводят музыкальный фестиваль West by Southwest в Тусоне, штат Аризона. фестиваль проходит непосредственно перед SXSW и в нём, как правило, принимают участие те же исполнители, что и в остинском фестивале.
Прочими фестивалями, почерпнувшими вдохновение от South by Southwest являются:
- 35 Denton в Дентоне (прежние названия North by 35, NX35 и 35 Conferette)
- C2SV (прежнее название SXSV) в Сан-Хосе
- Incubate (прежнее название ZXZW) в Тилбурге
- Live at Heart в Эребру
- MidPoint Music Festival (MPMF) в Цинциннати
- MoSo в Саскатуне
- South by Due East в Хьюстоне
- The Goa Project на Гоа
- The Great Escape Festival в Брайтоне
- XOXO в Портленде, Орегон
- Yes and Yes Yes (YXYY) (прежнее название Yes by Yes Yes) в Палм-Спрингс, штат Калифорния.
- South by So What?! — в Даллас — Форт-Уэрт — Арлингтон[англ.]
- Moscow Music Week в Москве